# Índice de calidad de vida
El Índice de calidad de vida, (creado por Economist Intelligence Unit) se basa en una metodología única que vincula los resultados de encuestas subjetivas de satisfacción con la vida con los factores objetivos determinantes de calidad de vida entre los países. El índice se calculó en el 2019 e incluye datos de 71 países y territorios.

## Metodología
En esta encuesta se utilizan nueve factores de calidad de vida para determinar la puntuación de un país. Se enumeran a continuación, incluidos los indicadores utilizados para representar a los siguientes factores:
1. Salud: La esperanza de vida al nacer (en años). Fuente: Oficina del Censo de EE. UU.
2. La vida familiar: Tasa de divorcio (por 1000 habitantes), convertida en índice de 1 (menor tasa de divorcios) a 5 (más alta). Fuentes: Naciones Unidas; Euromonitor
3. La vida comunitaria: Variable que toma el valor 1 si el país tiene ya sea alta tasa de asistencia a la iglesia o pertenencia a sindicatos; cero en caso contrario. Fuente: Encuesta Mundial de Valores
4. Bienestar material: el PIB por persona, en PPA. Fuente: Economist Intelligence Unit.
5. La estabilidad política y seguridad: La estabilidad política y clasificaciones de seguridad. Fuente: Economist Intelligence Unit.
6. El clima y la geografía: Latitud, para distinguir entre los climas más cálidos y más fríos. Fuente: CIA World Factbook.
7. La seguridad del empleo: Tasa de desempleo (%). Fuente: Economist Intelligence Unit.
8. La libertad política: Promedio de índices de las libertades políticas y civiles. Escala de 1 (totalmente libre) a 7 (no libre). Fuente: Freedom House.
9. La igualdad de género: Medición efectuada utilizando proporción de la media en los ingresos masculinos y femeninos. Fuente: Informe sobre Desarrollo Humano del PNUD.